# Henry Glaß
Henry Glaß (ur. 15 lutego 1953 w Rodewisch) – niemiecki skoczek narciarski, reprezentujący NRD, brązowy medalista olimpijski, srebrny medalista mistrzostw świata oraz brązowy medalista mistrzostw świata w lotach.

## Kariera
W 1976 zdobył brązowy medal na dużej skoczni podczas igrzysk olimpijskich w Innsbrucku. Wyprzedzili go jedynie dwaj Austriacy: Karl Schnabl i Toni Innauer. Rok później, na mistrzostwach świata w lotach w Vikersund zdobył brązowy medal, plasując się za Walterem Steinerem i Antonem Innauerem.
W 1978 zdobył srebrny medal na mistrzostwach świata w Lahti. Uległ tam tylko swemu rodakowi Matthiasowi Buse, na dużej skoczni zajął trzynaste miejsce, a w nieoficjalnym konkursie drużynowym wraz z kolegami z reprezentacji zwyciężył.
Stał także trzykrotnie na podium klasyfikacji generalnej Turnieju Czterech Skoczni. W 20. Turnieju Czterech Skoczni był drugi (13. miejsce w Oberstdorfie, 9. miejsce w Garmisch-Partenkirchen, 4. miejsce w Innsbrucku i 9. miejsce w Bischofshofen). Osiągnięcie to powtórzył w 28 edycji turnieju (20. miejsce w Oberstdorfie, 8. miejsce w Garmisch-Partenkirchen, 3. miejsce w Innsbrucku i 2. miejsce w Bischofshofen). W 25. Turnieju Czterech Skoczni zajął trzecie miejsce w klasyfikacji końcowej turnieju (5. miejsce w Oberstdorfie, 4. miejsce w Garmisch-Partenkirchen, 1. miejsce w Innsbrucku i 8. miejsce w Bischofshofen).
Najlepsze wyniki w Pucharze Świata osiągnął w sezonie 1979/1980, kiedy zajął 21. miejsce w klasyfikacji generalnej. W 1981 zakończył karierę.
Po zakończeniu kariery został trenerem. Był asystentem trenera reprezentacji Niemiec w 1990 do czasu, gdy ujawniono informację, że Glaß pracował dla Stasi. W związku z tym w 2006 został zawieszony przez Niemiecki Komitet Olimpijski i został trenerem juniorów w Klingenthal.
Jego ojciec – Gerhard Glaß reprezentował Niemcy na igrzyskach w Cortinie d'Ampezzo. Inny niemiecki olimpijczyk, Harry Glaß nie był z nim spokrewniony.

## Osiągnięcia

### Igrzyska olimpijskie
| Miejsce | Dzień     | Rok  | Miejscowość | Konkurs                         | Wynik     | Strata    | Zwycięzca             |
| ------- | --------- | ---- | ----------- | ------------------------------- | --------- | --------- | --------------------- |
| 18.     | 6 lutego  | 1972 | Sapporo     | Skocznia normalna indywidualnie | 211.8 pkt | -32.4 pkt | Yukio Kasaya          |
| 20.     | 11 lutego | 1972 | Sapporo     | Skocznia duża indywidualnie     | 183.0 pkt | -36.9 pkt | Wojciech Fortuna      |
| 44.     | 7 lutego  | 1976 | Innsbruck   | Skocznia normalna indywidualnie | 203.8 pkt | -48.2 pkt | Hans-Georg Aschenbach |
| 3.      | 15 lutego | 1976 | Innsbruck   | Skocznia duża indywidualnie     | 221.7 pkt | -13.1 pkt | Karl Schnabl          |
| 15.     | 17 lutego | 1980 | Lake Placid | Skocznia normalna indywidualnie | 231.4 pkt | -34.9 pkt | Toni Innauer          |
| 11.     | 23 lutego | 1980 | Lake Placid | Skocznia duża indywidualnie     | 232.0 pkt | -39.0 pkt | Jouko Törmänen        |

### Mistrzostwa świata
| Miejsce | Dzień     | Rok  | Miejscowość | Konkurs                         | Wynik     | Strata    | Zwycięzca      |
| ------- | --------- | ---- | ----------- | ------------------------------- | --------- | --------- | -------------- |
| 2.      | 18 lutego | 1978 | Lahti       | Skocznia normalna indywidualnie | 251.7 pkt | -1.5 pkt  | Matthias Buse  |
| 1.      | 22 lutego | 1978 | Lahti       | Skocznia normalna drużynowo     | 443.8 pkt | -         | -              |
| 12.     | 26 lutego | 1978 | Lahti       | Skocznia duża indywidualnie     | 227.9 pkt | -28.7 pkt | Tapio Räisänen |

### Mistrzostwa świata w lotach
| Miejsce | Dzień     | Rok  | Miejscowość | Konkurs            | Wynik     | Strata    | Zwycięzca      |
| ------- | --------- | ---- | ----------- | ------------------ | --------- | --------- | -------------- |
| 12.     | 19 lutego | 1972 | Planica     | Loty indywidualnie | 344.0 pkt | -83.5 pkt | Walter Steiner |
| 3.      | 18 lutego | 1977 | Vikersund   | Loty indywidualnie | 541.5 pkt | -23.0 pkt | Walter Steiner |

### Puchar Świata

#### Miejsca w klasyfikacji generalnej
- sezon 1979/1980: 21.
- sezon 1980/1981: 46.

#### Miejsca na podium chronologicznie
| Nr | Data            | Miejscowość   | Skocznia                   | Nota      | Pozycja | Strata    | Zwycięzca     |
| -- | --------------- | ------------- | -------------------------- | --------- | ------- | --------- | ------------- |
| 1. | 4 stycznia 1980 | Innsbruck     | Bergisel                   | 250.5 pkt | 3.      | -11.5 pkt | Hubert Neuper |
| 2. | 6 stycznia 1980 | Bischofshofen | Paul-Ausserleitner-Schanze | 230.4 pkt | 2.      | -3.2 pkt  | Martin Weber  |